# لمياء حجي بشار
لمياء حجي بشار هي شابة إيزيدية عراقية من قرية كوجو في قضاء سنجار ولدت في سنة 1998، خطفها تنظيم الدولة الإسلامية بعد احتلاله سنجار وأخذها إلى الموصل ليشتريها طبيب عراقي من الحويجة، بدوره أجبرها على تعلم القرآن وارتداء الحجاب.مكثت عند الطبيب لمدة سنة وشهرين تعرضت خلاله للتعذيب والضرب والعنف الجسدي.استطاعت الاتصال بأقاربها بشكل سري، وذلك من خط إنترنت استفادت منه، خلال عدة زيارات لعائلة صديق الطبيب، بحجة تعليمها الصلاة والدين.قام أقاربها بدفع مبلغ من المال لأحد المهربين ليقوم بتهريبها، وفي 13 أبريل 2016، استطاعت الهروب برفقة اثنتين من الأسرى الإيزيديات كانتا معها في منزل الطبيب وفي طريقها للعودة انفجر لغم ارضي عليها فشوه وجهها
وفقدت عينها اليمنى وتوفيت فتاتان كانتا معها استطاعت الوصول لمقر للبشمركة الكردية، وتم ترحيلها إلى مستشفى في أربيل بكردستان، حيث تلقت العلاج هناك.

## حصولها على جائزة ساخاروف
في 26 أكتوبر 2016 منحها الاتحاد الأوروبي جائزة ساخاروف لحرية الفكر رفقة الناشطة نادية مراد حيث تعتبر لمياء بشار رمزا للمرأة المكافحة من أجل التحرر والحياة ما جعلها تلهم العالم حتى الرئيس أوباما أعجب بشخصيتها القوية.